# Phasenumtastung
Die Phasenumtastung (englisch Phase-Shift Keying, PSK) ist ein digitales Modulationsverfahren in der Nachrichtentechnik. Dabei wird eine sinusförmige Trägerschwingung durch den zu übertragenden digitalen Datenstrom in diskreten Phasenstufen umgetastet.
In der einfachsten Form, der binären PSK (BPSK) oder 2-PSK, kann pro Symbol ein Bit übertragen werden. Die PSK wird in Praxis wegen geringer spektraler Effizienz nur selten verwendet. Sie ist aber die Basis für verschiedene andere digitale Modulationsverfahren wie z. B. die Quadraturphasenumtastung (QPSK) oder D8PSK, wobei prinzipiell auch noch komplexere Varianten von Phase Shift Keying möglich sind. Bei Quadraturamplitudenmodulation (QAM), wird zusätzlich zur Phasenlage auch die Amplitude der Trägerschwingung in diskreten Stufen moduliert.

## Binäre Phasenumtastung

Konstellationsdiagramm der BPSK

Bei der binären Phasenumtastung (en. Binary Phase Shift Keying, BPSK) wird zwischen zwei Phasenlagen umgeschaltet, wie in dem rechts stehenden Konstellationsdiagramm mit den beiden Symbolpunkten dargestellt. Auf Grund der geringen Anzahl von nur zwei Symbolen, die zueinander den maximalen Abstand aufweisen, ergibt sich der Vorteil einer hohen Störfestigkeit. Den beiden Symbolen wird die Information von einem Bit, logisch-0 und logisch-1, zugewiesen und in dieser Bedeutung zwischen Sender und Empfänger vereinbart. Es spielt dabei keine Rolle, wo die Konstellationspunkte in der Ebene angeordnet sind, solange der Abstand vom Nullpunkt symmetrisch ist und die Verbindungslinie der beiden Symbolpunkte durch den Nullpunkt geht.

### Synchronisierung
Aus der Mehrdeutigkeit der Phasenlage ergibt sich für den Empfänger das Problem, dass ohne zusätzliche Maßnahmen nicht erkannt werden kann, welche Phasenlage welchen logischen Wert aufweist.
Eine Möglichkeit, die aber über das eigentliche Modulationsverfahren hinausgeht, besteht darin, zwischen Sender und Empfänger am Anfang einer Übertragung eine Synchronisierungssequenz zu vereinbaren, anhand derer der Empfänger eine Referenzschwingung in der Phasenlage bestimmen und so auf die gleiche Phasenlage wie der Sender einstellen kann. Bei Bedarf muss diese Synchronisierung samt der dafür nötigen Signalisierung auch während einer Übertragung wiederholt werden.
Eine andere Möglichkeit, die ein Abstimmen oder Synchronisieren der Referenzphasenlage vermeidet, besteht darin, die Information nicht den einzelnen Symbolen (Phasenlagen) zuzuweisen, sondern die Information nur in der Änderung der Phasenlage für einen logischen Zustand oder in der fehlenden Änderung der Phasenlage für den zweiten logischen Zustand zu übertragen. Dieses Verfahren wird bezeichnet als differentielle Phasenumtastung, abgekürzt DPSK (englisch Differential Phase-Shift Keying).

### Tastung

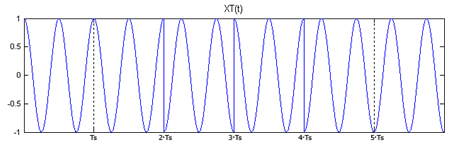
Zeitlicher Signalverlauf einer BPSK-modulierten Datenfolge mit harter Umtastung zwischen den beiden Phasenlagen

Bei der unmittelbaren Umschaltung zwischen den unterschiedlichen Phasenlagen, wie in nebenstehender Abbildung mit dem zeitlichen Signalverlauf einer mit BPSK modulierten Datenfolge dargestellt, wird durch den sprunghaften Umschaltvorgang und dessen hohe Spektralanteile eine große Bandbreite belegt. Zur Reduzierung der Bandbreite werden Pulsformungsfilter eingesetzt, welche die erste Nyquistbedingung erfüllen, Symbolübersprechen vermeiden und das unmittelbare Wechseln zwischen den Phasenlagen „sanfter“ gestalten.

## Quadraturphasenumtastung
Bei der QPSK werden vier Symbole verwendet, womit pro Symbol zwei Bits übertragen werden können. Dadurch verdoppelt sich die übertragbare Datenmenge pro Zeiteinheit im Vergleich zu BPSK.
Von der QPSK gibt es verschiedene Varianten, wie die in der Praxis oft eingesetzte π/4-QPSK und die Offset-QPSK (OQPSK), die den Übergang zwischen zwei Sendesymbolen in der komplexen Ebene nicht durch den Nullpunkt führt, was einem Absenken der Trägerschwingung auf Null entspricht. Durch diese Vermeidung einer zu starken Trägerabsenkung können Störeffekte vermieden werden, die durch nichtlineare Übertragungseigenschaften ausgelöst werden, z. B. in Sendeverstärkern.

## D8PSK
Bei D8PSK werden acht Symbole verwendet, womit pro Symbol drei Bits übertragen werden können. Dadurch verdreifacht sich die übertragbare Datenmenge pro Zeiteinheit im Vergleich zu BPSK. 